# Bounder (computerspel)
Bounder is een videospel dat werd ontwikkeld door Gremlin Graphics Software Ltd.. Het spel werd in 1985 uitgebracht voor de Commodore 64. Een jaar later werd het ook uitgebracht voor de Amstrad CPC, MSX en de ZX Spectrum.
De speler moet een grote stuiterende tennisbal besturen en deze door een veld met obstakels loodsen. Het spel omvat 174 schermen verdeeld over 10 levels.